# 埃爾姆城 (北卡羅萊納州)
埃爾姆城（英語：Elm City）是一個位於美國北卡羅萊納州威爾遜縣的城鎮。

## 人口
根據2020年美國人口普查的數據，埃爾姆城的面積為5.59平方千米，當中陸地面積為5.57平方千米，而水域面積為0.02平方千米。當地共有人口1218人，而人口密度為每平方千米218人。